# Simeon (abate di Ely)
Simeon (993 – Ely, 21 novembre 1093) è stato un religioso inglese.

## Biografia

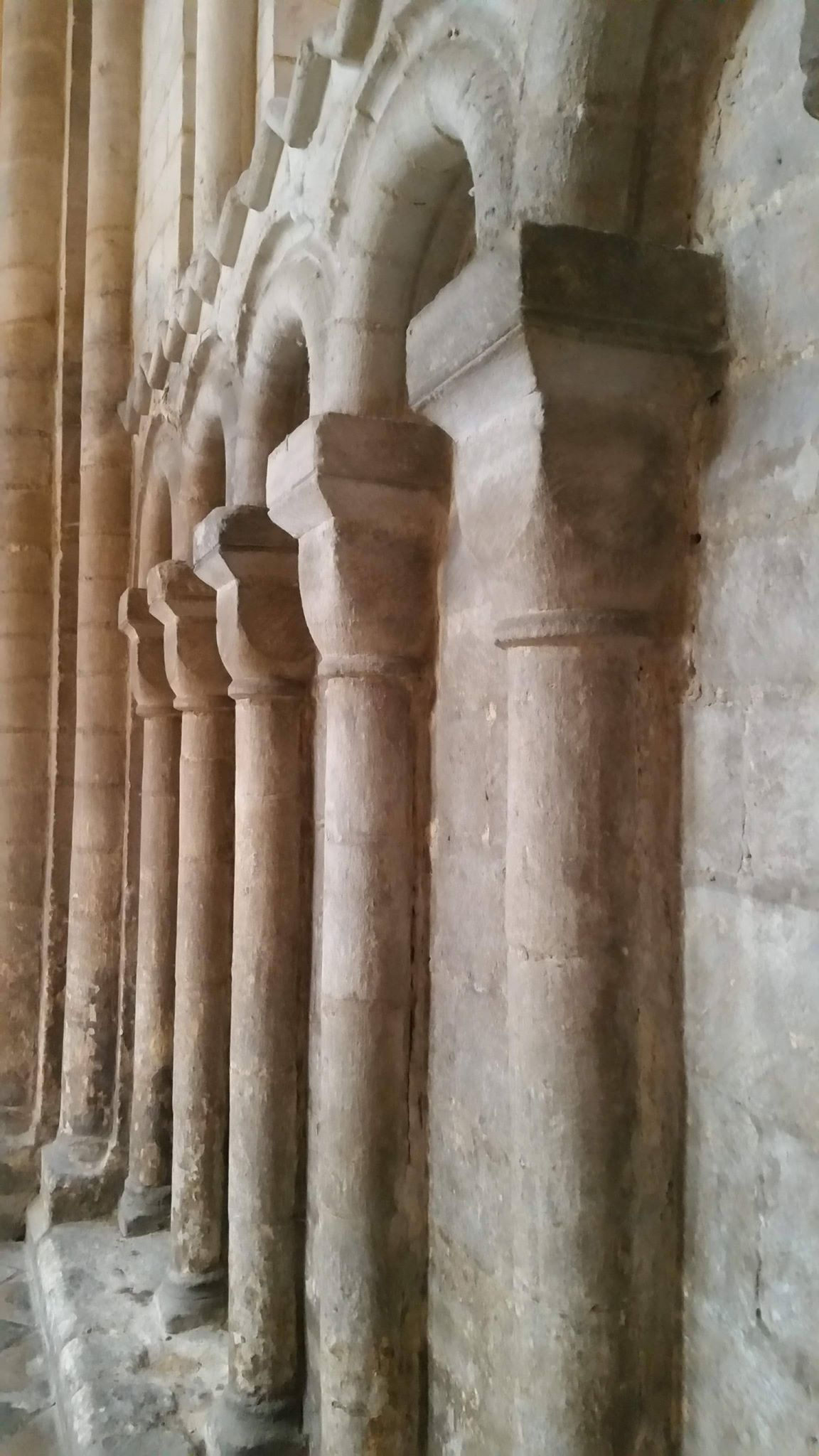
Cattedrale di Ely: arcate normanne nella navata.

Simeon (morto il 21 novembre 1093) era fratello di Walkelin, vescovo di Winchester.  Già monaco presso l'abbazia di Saint-Ouen a Rouen,grazie all'influenza del fratello fu nominato priore di Winchester e poi, nel 1082, abate di Ely, dove nel 1083 iniziò la ristrutturazione della cattedrale. Inoltre recuperò a favore del monastero di Ely le terre che erano state assegnate ai Normanni all'epoca dell'assedio dell'isola di Ely, quando questa era controllata da Hereward il Fuorilegge.
Simeon compare come testimone in tre charte: due attestanti privilegi concessi da Guglielmo il Conquistatore all'Abbazia di Ramsey ed ai monaci di Westminster, e la terza attestante il patrocinio offerto da Guglielmo all'abbazia di Westminster (va però segnalato che quest'ultimo documento si è rivelato un falso).

## Morte
Simeon morì nel 1093, all'età di 100 anni. La sua morte portò alla luce il fatto che i monaci normanni o "stranieri" che aveva portato da Winchester non si erano mai integrati con i loro confratelli locali: infatti l'abate era appena morto quando sette di questi "stranieri", dopo avere fatto uscire gli altri monaci dalla chiesa dove vegliavano la salma, aprirono i reliquiari dei santi (si dice che nella fretta abbiano fracassato le reliquie di San Botulfo), saccheggiarono la chiesa e partirono per tornare a Winchester con il loro bottino. Raggiunsero Winchester sani e salvi, ma a mani vuote, perché a Guildford la locanda dove dormivano prese fuoco - si pensa che i monaci fossero ubriachi e poco attenti - e con essa bruciò anche il loro bottino.
Alla morte di Simeon i beni del monastero passarono sotto il controllo di Rainulfo Flambard, ministro di Guglielmo il Rosso, e nessun abate fu nominato fino all'ascesa di Enrico I nel 1100.